# Kleomenés II.
Kleomenes II. nebo Kleomenés II. (starořecky Κλεομένης) byl králem Sparty od roku 369 př. n. l. do roku 309 př. n. l. Pocházel z královské rodiny Agiovců. Jeho spolukráli z královského rodu Eurypontovců byli Archidamos III. (360–338 př. n. l.), Agis III. (338–331 př. n. l.) a Eudamidas I. (331–305 př. n. l.)
Na trůn nastoupil po svém bratrovi Agésipolovi, který zemřel bezdětný. Králem se stal v době, kdy hegemonie Sparty v Řecku byla už jen vzpomínkou. Tuto pozici si výboji postupně vydobyla Makedonie. Po bitvě u Chairóneie se Makedonie v čele s králem Filipem II. stala pánem Řecka. Na shromáždění svolaném do Korintu o rok později za účasti všech řeckých států (s výjimkou Sparty) byl vyhlášen program obecného uspořádání poměrů. Řecké státy si na návrh Makedonie vytvořily volnou federaci a zachovaly si úplnou nezávislost ve věcech vnitřních. Ještě v témže roce na druhém zasedání souhlasily s návrhem krále Filipa na společnou vojenskou výpravu proti Persii. Král Filip II. byl zanedlouho zavražděn a úloha vedení vojenské výpravy proti Peršanům připadla jeho synu Alexandrovi. Řecké vojsko se na výpravu vydalo v roce 334 př. n. l.
Není nic známo o aktivitách krále Kleomena v těchto časech, ani během jeho dlouhého panování, ale je známo, že Sparta se zpočátku držela stranou, ale v roce 331 př. n. l. využila Alexandrovy nepřítomnosti a povstala proti rostoucímu vlivu makedonské moci. Od Peršanů dostali Sparťané finanční pomoc, čímž měli i vojenskou podporu řeckých žoldnéřů. K rozhodujícímu střetnutí protivníků došlo u města Megalopolis. Podle popisu starořeckého historika Diodóra Sicilského to byla velmi krvavá bitva. Přestože měl nepřítel početní převahu, Sparťané, kterým velel Kleomenův spolukrál Agis III., bojovali zuřivě a dlouho drželi své postavení, ale nakonec podlehli. V bitvě padlo 6 000 Sparťanů i s králem Agidem, který zemřel hrdinskou smrtí. Naděje Sparty na obnovení mocenského postavení tím skončily a Sparta byla nucena uzavřít mír.
Kleomenés vládl dlouhých šedesát let. Měl dva syny Akrotata a Kleonyma. Když v roce 309 př. n. l. zemřel, gerúsia po sporu s efory rozhodla, že jeho nástupcem se stane Areus, syn jeho staršího, už mezitím zesnulého syna Akrotata.